# حوقية
الحُوقِيَّة (أي الاتحاد خِلْقَة) في النباتات هو الاندماج التنموي للأعضاء من نفس النوع. على سبيل المثال تدامج البتلات لتشكيل بتلة أنبوبية. هذا على النقيض من adnation والذي اندماج أعضاء غير متشابهة.

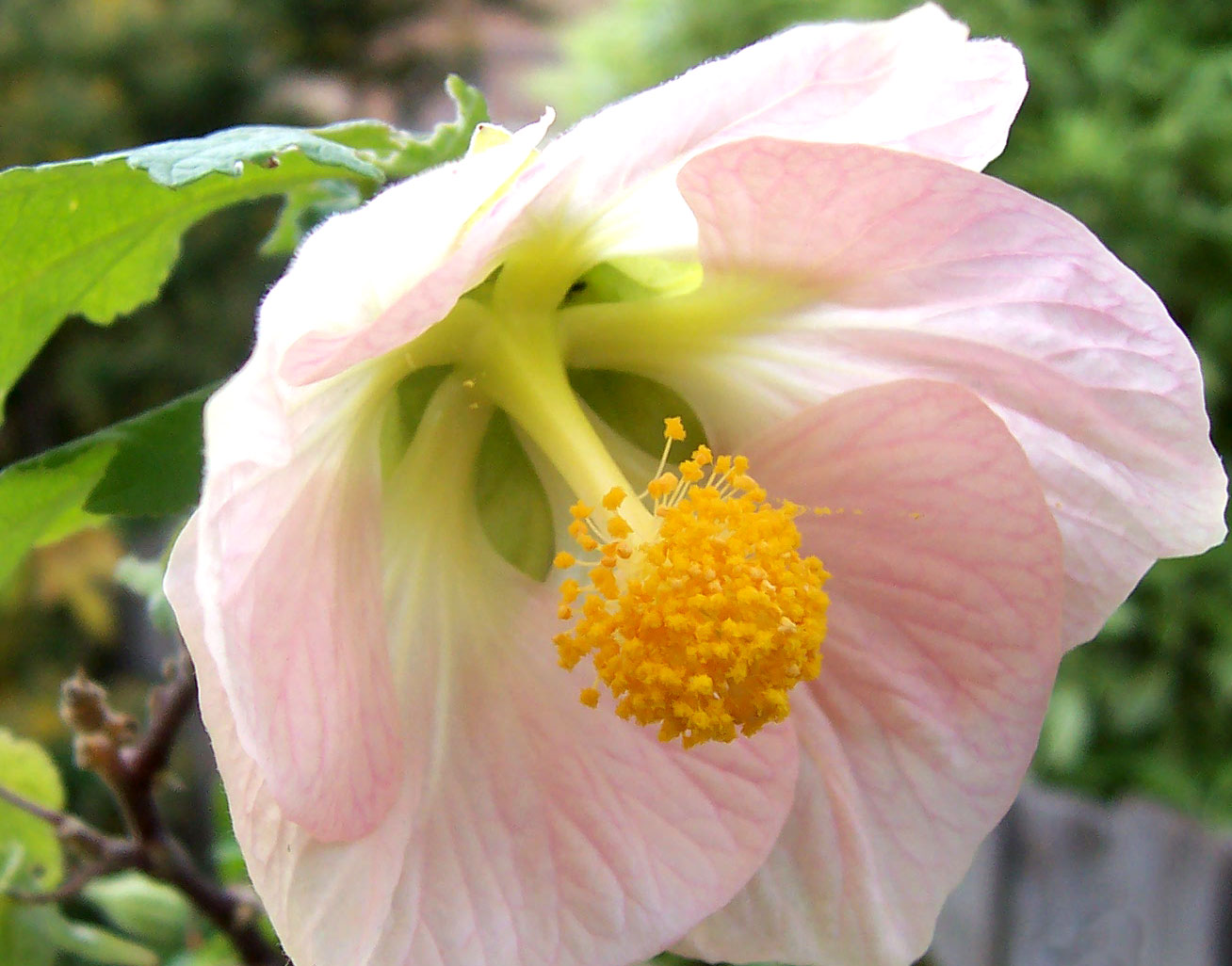
أسدية الخطمي (مثل العديد من الخبازية) متشابكة.

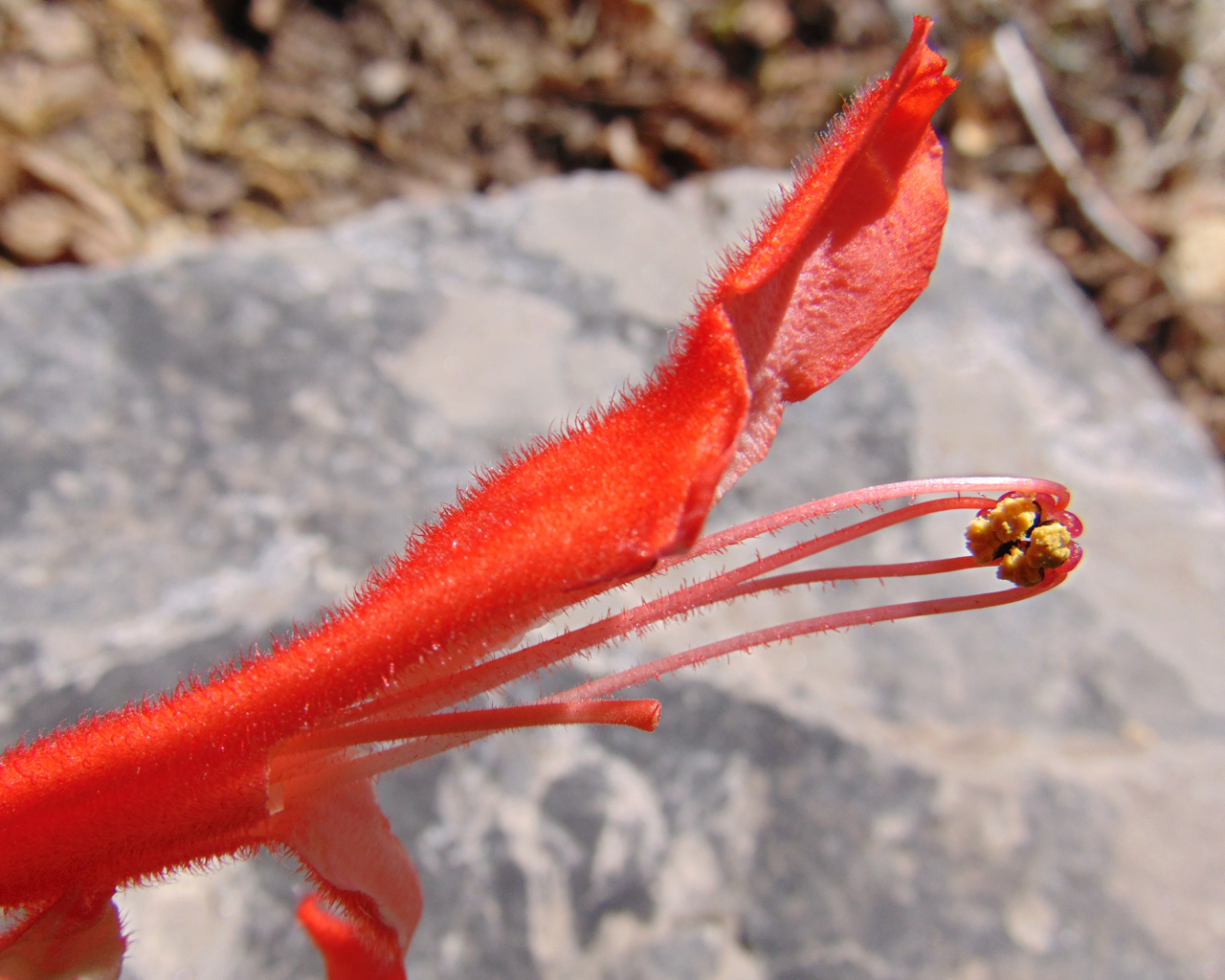